# Scott H. Swift
Scott Harbison Swift (sinh năm 1957) là một đô đốc Hải quân Hoa Kỳ, hiện đang giữ chức vụ chỉ huy Hạm đội Thái Bình Dương Hoa Kỳ kể từ ngày 27 tháng 5 năm 2015. Trước đây, ông từng là chủ nhiệm tác chiến Hải quân Hoa Kỳ tại văn phòng của Hải quân Hoa Kỳ tư lệnh tác chiến Hải quân.

## Sự nghiệp hải quân
Swift theo học Đại học bang San Diego và nhận nhiệm vụ của mình vào năm 1979 thông qua Chương trình Ứng viên Cán bộ Dự trữ Hàng không. Ông nhận bằng thạc sĩ của mình từ Học viện Chiến tranh Hải quân ở Newport, Rhode Island.
Swift đã được công nhận là Tư lệnh, Lực lượng Không quân Hải quân, Nhân viên Tín hiệu Hạ lưu Vùng Đai Thái Bình Dương của Hoa Kỳ trong năm, và được trao tặng Huân chương Tư pháp Michael G. Hoff Award là Nhà đấu sĩ Hạm đội Hạm đội Thái Bình Dương của năm. Ông được đề cử để thăng cấp lên đô đốc vào ngày 20 tháng 11 năm 2014 để đảm nhận chỉ huy Hạm đội Thái Bình Dương Hoa Kỳ và đã được Thượng viện Hoa Kỳ xác nhận vào ngày 11 tháng 12 năm 2014. Ông đã tiếp quản từ Đô đốc Harry B. Harris Jr. trong một buổi lễ vào ngày 27 tháng 5 năm 2015.